# تویودا تیجیرو
تویودا تیجیرو (به ژاپنی: 豊田 貞次郎, Toyoda Teijirō)؛ ۷ اوت ۱۸۸۵ – ۲۱ نوامبر ۱۹۶۱) وزیر امور خارجه ژاپن در ۱۹۴۱ میلادی و آدمیرال نیروی دریایی امپراتوری ژاپن در جنگ جهانی دوم بود.